# Грушеве (Сімферопольський район)
Груше́ве (крим. Ğruşeve, до 1962 року — Фруктове) — село Сімферопольського району Автономної Республіки Крим.
Входить до складу Мирнівської сільської ради.
Відстань від райцентру до населеного пункта становить 8 кілометрів по прямій.
Знаходиться на правому березі Салгиру, за 200 м від шосе до аеропорту, висота центру села над рівнем моря — 205 м.

## Населення

### Мова
Розподіл населення за рідною мовою за даними перепису 2001 року:
| Мова            | Кількість | Відсоток |
| --------------- | --------- | -------- |
| російська       | 82        | 91.11 %  |
| українська      | 6         | 6.67 %   |
| білоруська      | 1         | 1.11 %   |
| інші/не вказали | 1         | 1.11 %   |
| Усього          | 90        | 100 %    |